# 동아시아
동아시아(영어: East Asia)는 아시아 대륙의 동쪽 지역을 가리키는 지리적, 문화적 개념이다. 총 면적은 11,839,074km2로 전체 대륙의 15%를 차지한다. 일반적으로 중국, 일본, 한국(대한민국과 조선민주주의인민공화국), 몽골, 대만 등을 포함하며, 때때로 베트남 북부가 역사, 문화적 연관성으로 인해 포함되기도 한다. 유사한 사상적 배경과 문화적 배경을 공유한다. 
동아시아는 북쪽으로 시베리아, 남쪽으로 동남아시아, 서쪽으로 중앙아시아와 접하고 있으며, 남서쪽으로는 남아시아, 동쪽으로는 태평양에 면해 있다. 주요 지형은 황하, 양쯔강 등 큰 강과 타클라마칸 사막, 고비 사막 같은 건조 지역, 그리고 히말라야 산맥, 티베트 고원과 같은 산악 지대가 포함된다. 온대, 냉대 기후가 주를 이루며, 계절풍의 영향을 크게 받는다.

## 국가
동아시아에는 다음의 국가가 있다.
| 국명                   | 공용어 | 수도       | 면적(km2) |
| ---------------------- | ------ | ---------- | --------- |
| 중화민국               | 중국어 | 타이베이   | 36,197    |
| 대한민국               | 한국어 | 서울       | 100,410   |
| 몽골                   | 몽골어 | 울란바토르 | 1,564,116 |
| 일본                   | 일본어 | 도쿄       | 377,962   |
| 조선민주주의인민공화국 | 조선어 | 평양       | 120,540   |
| 중화인민공화국         | 중국어 | 베이징     | 9,596,960 |

## 교통
대한민국에는  4,800km(2019년 기준)에 달하는 51개의 고속도로 등의 도로가 있다. 과거에 열악했던 교통으로 각 지방마다 교류가 단절되다시피 했던 대한민국이었지만 지금은 3,000km의 철도 및 광역전철, 도시철도 등이 있다. 하지만 서울을 제외한 국내 지방들의 인프라가 매우 열악한 편이다. 서울특별시 등 수도권 지역의 광역전철망이 가장 광대하며, 그 외 지방들은 각각 지방마다 거점식 도시철도를 소규모로 운영하고 있다. 북한에서는 1961년부터의 7개년계획으로 철도노선의 신설, 광궤화(廣軌化), 전화(電化), 디젤화가 진행되었으나, 아직도 수송력 부족현상은 해소되지 않아 계속적으로 철도 노선 증강에 노력을 기울이고 있다. 1957년 이후로는 중국·소련 기술진의 협력에 의하여 소련·몽골·베트남·조선민주주의인민공화국 등과의 국제선 건설도 진행되었다. 러시아의 울란우데－울란바토르－알렌을 잇는 지닝(중국어: 集宁)철도가 몽골과 러시아·중국을 연결해서 관통하고 있는 외에 처이발상 철도가 시베리아 철도와 접속되어 있다. 또한 쿤밍 ~ 하노이 사이 등 베트남에 이르는 노선은 베트남 전쟁 때 중요한 역할을 하였다. 중국·러시아 양국과의 국제선은 조중국경철도연합위원회(朝中國境鐵道聯合委員會)·조소국경철도협동위원회 관리하에 운영되고 있다.
중국 본토에서는 1949년에 중화인민공화국이 성립되자 전쟁으로 파괴된 철도노선의 복구작업과 새로운 철도노선 건설에 대한 계획이 정력적으로 추진되었다. 문화대혁명 등의 일련의 사건들을 겪으며 근대적 육상 교통의 발달이 뒤진 중국에서는 상대적으로 중세 중국 한족 국가들의 유산인 수상 교통, 즉 운하가 하는 역할이 컸는데, 이러한 운하와 하천은 예로부터 중국에서 가장 중요한 교통로로 이용되고 경제적 동맥이 되어 왔으며, 특히 장강은 중요한 역할을 해왔다. 예부터 중국에서 남선북마(南船北馬)라 일컬은 것은 남선북마가 차지하는 경제적 의의를 설명하는 것이다. 수나라 때부터 화중의 농산물을 화북으로 운송할 목적으로 건설된 대운하는 중국 본토 곳곳을 이어주었었다. 
현대의 중국은 주로 광역전철망 및 고속철을 이용한 고속철도망을 이용한다.

## 문화권
당나라의 문화가 이웃 나라에 전파되면서 동아시아 문화권이 형성되었다. 당나라가 이웃 나라에 전파한 문화는 한자와 유교, 율령과 불교이다. 한국을 비롯한 일본, 베트남 등 각국은 중국의 선진문화를 자국의 전통과 특성에 맞게 수용하며 고대국가로 성장,발전 하였다.
동아시아 문화권의 공통 요소는 다음과 같다.
- 한자와 한문 (한자 문화권)
- 유교
- 불교 (대승불교와 선불교)
- 율령

다만 몽골은 한자 문화권이 아니며 문화에서 유교적 요소도 약하다.

## 자연
동아시아에는 한강, 낙동강, 압록강, 두만강, 영산강, 황하, 쑹화강, 랴오허, 장강 등의 강이 있다. 산맥은 샤오싱안링산맥, 다싱안링산맥, 칭바이산맥, 태백산맥 등의 산맥이 있으며, 호수는 둥팅, 판양, 차오후, 소양호, 대청호 등이 있다.
중국 북쪽은 산맥이 줄을지으며, 남부에는 평지가 있다. 한국은 평지가 거의 없으며 70%정도가 산지 지역이고, 일본은 홋가이도 내륙과 규슈 내륙 그리고 혼슈 중부는 산지가 있고 나머지는 해류의 흐름으로 평지가 있는편이다. 몽골과 중국은 고비사막, 타클라마칸사막을 끼고 있어 그쪽은 발달이 덜된 편이다.

## 기후
주로 온대성 기후를 띠며 러시아의 극동지방은 한대성 기후가 주로 나타난다. 베트남, 필리핀 등의 지역은 열대성 고온다습 기후가 나타난다.

## 언어
대한민국과 조선민주주의인민공화국은 한국어(조선어), 중화인민공화국은 중국어와 여러 소수민족의 언어(티베트어, 위구르어 등), 중화민국에서는 중국어, 대만어를 주로 사용한다. 일본은 일본어, 몽골에서는 몽골어를 주로 사용한다. 이외에도 영어, 스페인어, 이탈리아어(소수), 독일어(소수), 러시아어, 힌디어, 벵골어등이 제2언어 또는 이민자들이 사용한다.

## 같이 보기
- 아시아
- 동남아시아
- 남아시아
- 중앙아시아
- 서아시아
- 북아시아
- 시베리아
- 동아시아 근대사 연표
- 동아시아인